# Zakaria Hadraf
Zakaria Hadraf  (Casablanca, 18 de junio de 1990) es un futbolista marroquí que juega en la demarcación de defensa para el Raja Casablanca de la Liga de Fútbol de Marruecos.

## Biografía
Zakaria Hadraf antiguo capitán del Difaâ de El Jadida, fue seleccionado para jugar en la Selección de fútbol de Marruecos durante el año 2013. Jugó dos encuentros frente a Túnez contando para las eliminatorias del campeonato de África de las naciones 2014.
En  2017, firma con el Raja Casablanca. Club con el cual logra, la Copa del Trono el mismo año. Fue seleccionado por Jamal Sellami para disputar el CHAN 2018 en Marruecos.
| Equipo                 | País           | Años              |
| ---------------------- | -------------- | ----------------- |
| Difaâ de El Jadida     | Marruecos      | 2009 - 2017       |
| Raja Casablanca        | Marruecos      | 2017 - 2019       |
| Damac Football Club    | Arabia Saudita | 2019              |
| Renaissance de Berkane | Marruecos      | 2019 - 2021       |
| Difaâ de El Jadida     | Marruecos      | 2021 - 2022       |
| Raja Casablanca        | Marruecos      | 2022 - Actualidad |

## Selección en equipo nacional
| Cabos | Fecha      | Partido                        | Lugar     | Resultado | Competición |
| ----- | ---------- | ------------------------------ | --------- | --------- | ----------- |
| 1     | 09/10/2014 | Marruecos – Rép.Centrafricaine | Marrakech | 4 - 0     | Amistoso    |

## Palmarés
Difaâ de El Jadida 
- Vencedor de la Copa del Trono : 2013

Raja Casablanca 
- Vencedor de la Copa del Trono en 2017

| Título                          | Equipo    | Sede      | Edición |
| ------------------------------- | --------- | --------- | ------- |
| Campeonato Africano de Naciones | Marruecos | Marruecos | 2018    |

- Mejor jugador de la final.